# 윤시형
윤시형(尹時衡, 1602년~1663년)은 조선의 학자이다.

## 생애
어린 시절부터 독서를 즐겼으며, 16세 때 《봉왕부》(蜂王賦)란 글을 지어 고을의 유림들을 놀라게 했다.
1647년에 사마시에 급제했으며, 성균관에서 수학하며 후학 양성에 힘썼다.
1656년에는 흉년이 지속되자 대책을 작성한 상소글을 올려 조선 효종의 비지(批旨)를 받았다.
그의 사후에는 경상도 울진에 몽천사(蒙泉祠)를 세워 위패를 모시고 분류했다.